# Zwiefaltendorf

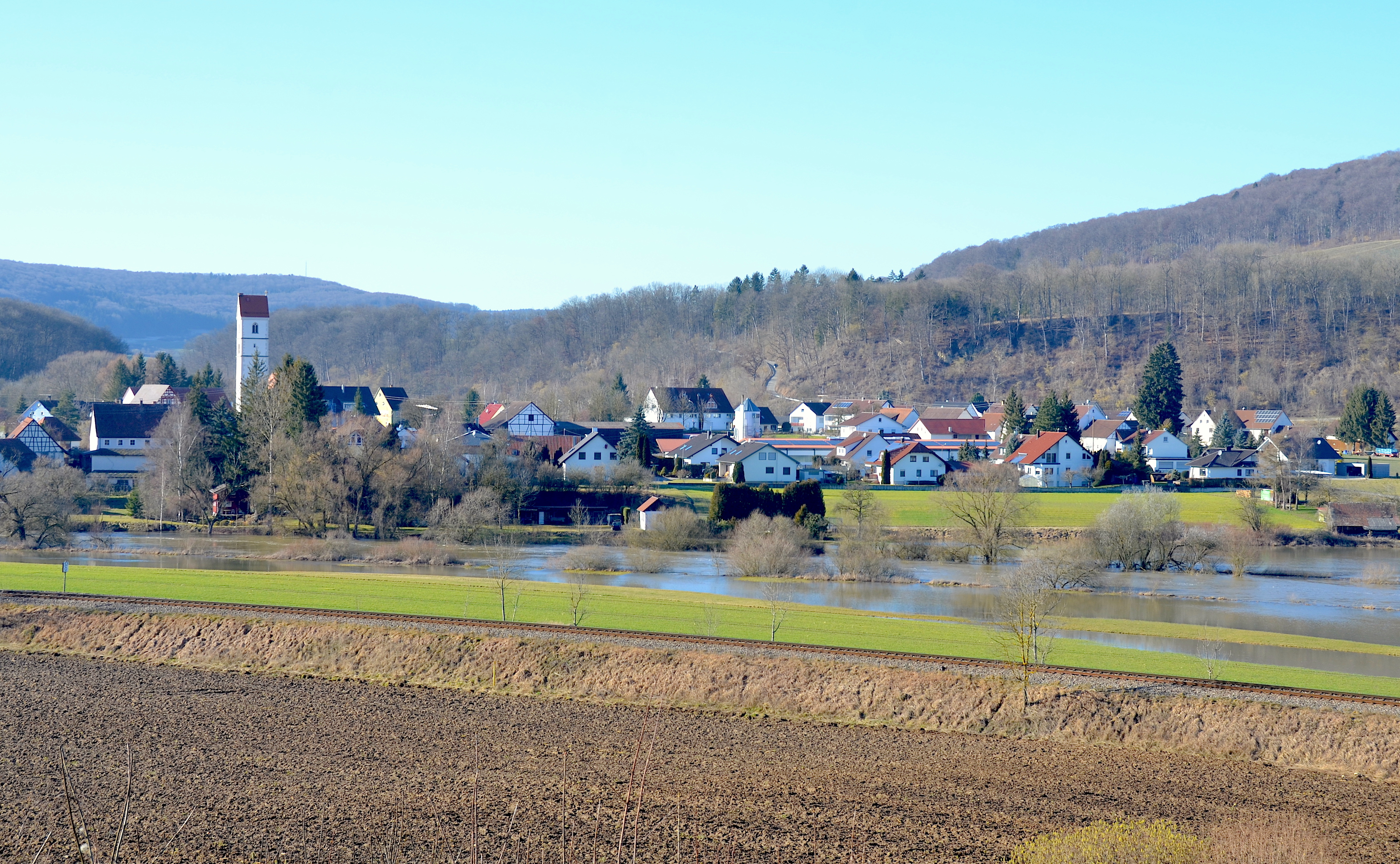
Ansicht von Zwiefaltendorf

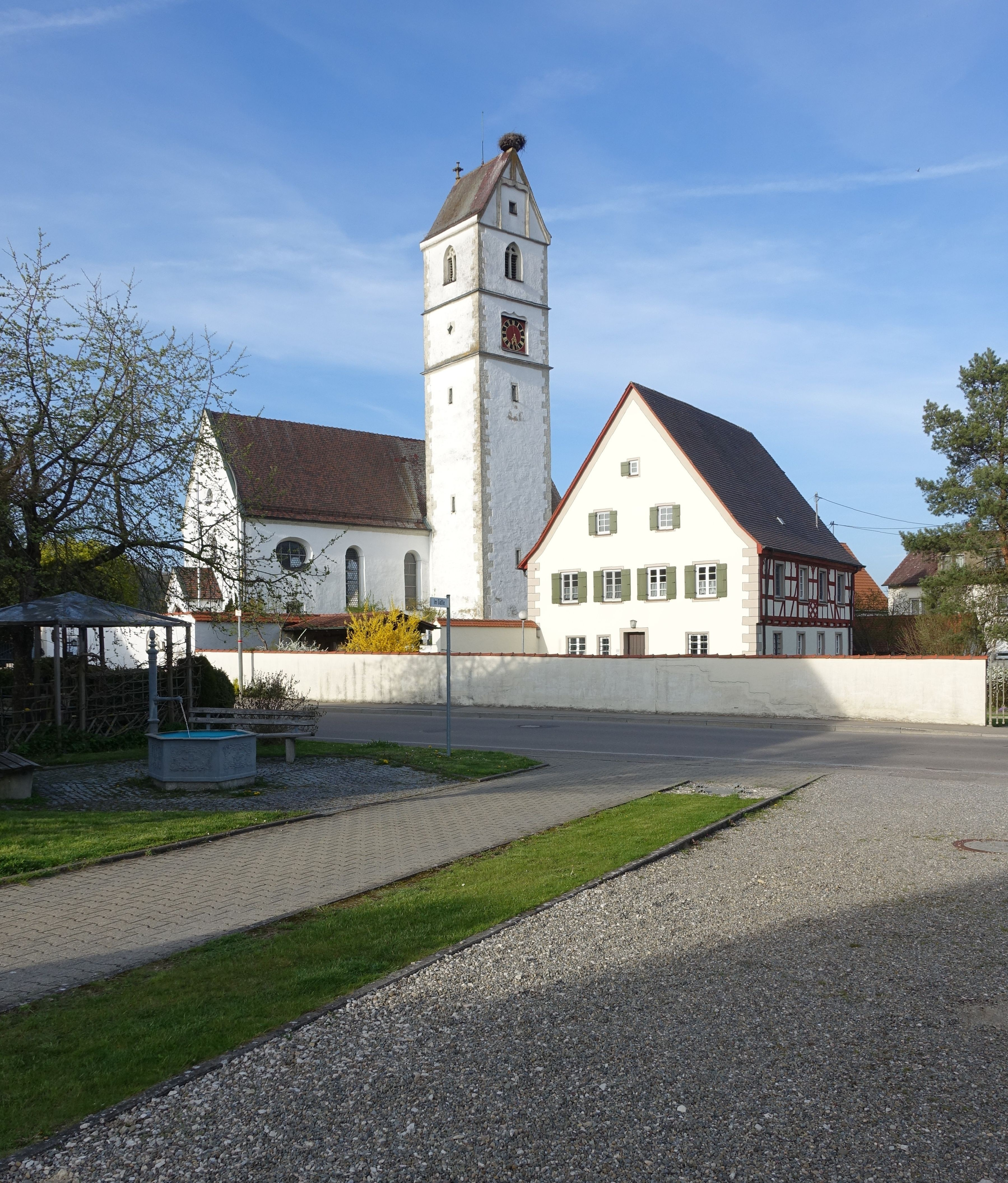
Kirche St. Michael und Pfarrhaus

Zwiefaltendorf ist ein Ortsteil der Stadt Riedlingen im Landkreis Biberach in Baden-Württemberg. Die ehemals selbständige Gemeinde, die circa vier Kilometer nördlich von Riedlingen liegt, wurde am 1. Oktober 1974 in die Stadt Riedlingen eingemeindet. Der Ort hatte im März 2016 404 Einwohner.

## Geographie
Das Dorf liegt an der Mündung der Zwiefalter Ach in die Donau.

## Geschichte
Ein Niederadel von Zwiefaltendorf ist Ende des 11. bis Ende des 13. Jahrhunderts nachweisbar. Schon um 1200 waren daneben die Bossen von Zwiefaltendorf ansässig, nach ihrem Wappen Verwandte der Herren von Stein und von Pflummern, die Ende des 13. Jahrhunderts verschwinden.
Seit der Mitte des 15. Jahrhunderts saß hier eine Linie der von Speth, die sich ebenfalls von Zwiefaltendorf benannte. Die Burg wurde 1660 abgebrochen, Fundamente sind im Schlossgarten erhalten. Das Schloss aus der zweiten Hälfte des 17. Jahrhunderts wurde im 18. Jahrhundert erneuert.
Das Dorf war im 14. Jahrhundert vermutlich größtenteils württembergisch. Als Inhaber werden auch die Herren von Stadion und von Stein erwähnt. Burg und Herrschaft erhielten die von Speth als württembergisches Pfand, 1441 als Eigengut mit allen Rechten. Im Jahr 1503 erhielt der Ort Marktrecht und 1511 die Blutgerichtsbarkeit als kaiserliches Lehen.
Im Jahr 1805 fiel der ritterschaftliche Ort an das 1803 zum Kurfürstentum erhobene Herzogtum Württemberg und wurde dem Oberamt Riedlingen unterstellt, welches seit dem 1. Januar 1806 Bestandteil des Königreichs Württemberg war. Während der NS-Zeit in Württemberg kam Zwiefaltendorf 1938 zum Landkreis Ehingen. Dieser wurde 1973 infolge der Kreisreform aufgelöst, wodurch Zwiefaltendorf dem Landkreis Biberach zugeschlagen wurde. Seit dem 1. Oktober 1974 ist Zwiefaltendorf der Stadt Riedlingen angegliedert.

## Sehenswürdigkeiten
- Kirche St. Michael mit vielen Epitaphien
- Schloss Zwiefaltendorf
- Zwiefaltendorfer Tropfsteinhöhle